# Una novia para David
Una novia para David és una pel·lícula cubana del 1985 dirigida per Orlando Rojas Feliz, amb un guió basat en una narració de Senel Paz, produïda per l'Instituto Cubano del Arte e Industria Cinematográficos.

## Argument
L'octubre de 1967, David és un jove que està fent el curs pel seu ingrés a la Universitat. Un amic seu, Miguel, l'incita a divertir-se amb les noies del seu curs. Sentimentalment es trobarà en un dilema. Per una banda, consegueix conquerir Olga, la noia mé bonica del curs, cosa que provoca la gelosia de la resta de companys de classe; d'altra, fa amistat amb la grassoneta Ofelia, responsable política de la classe i que s'ha fixat en ell.

## Repartiment
- María Isabel Díaz
- Jorge Luis Álvarez
- Francisco Gattorno
- Edith Massola
- Thais Valdés
- Rolando Tarajano

## Reconeixements
Va rebre una menció de Prensa Latina al VII Festival Internacional del Nou Cinema Llatinoamericà de l'Havana, 1985, i el premi a la millor fotografia al Festival Internacional de Cinema de Cartagena de Indias de 1986. Simultàniament va tenir un gran èxit de públic i de crítica a l'interior del país.